# Касперссон, Торбьёрн Оскар
Торбьёрн Оскар Касперссон (швед. Torbjörn Oskar Caspersson; 15 октября 1910 — 7 декабря 1997) — шведский цитолог и генетик.
Член Шведской королевской академии наук (1953), иностранный член Лондонского королевского общества (1978).
Изучал биологию и медицину в Стокгольмском университете. В 1934 г. вместе с Эйнаром Хаммерстеном показал, что ДНК является полимером (согласно более ранним предположениям, молекула ДНК должна была состоять из десяти нуклеотидов).
Одним из первых предложил рассматривать РНК как участника биосинтеза белка.

## Награды
- 1945 — The Björkén Prize[швед.]
- 1971 — Премия Андерса Яре по медицине[норв.]
- 1973 — Медаль Шлейдена[нем.]
- 1977 — Премия Пауля Эрлиха и Людвига Дармштедтера
- 1979 — Лауреат международной премии Бальцана
- 1988 — Премия Уильяма Аллана[англ.]